# 15 klassiker 1972–1981
15 klassiker 1972–1981 är ett samlingsalbum av Ted Gärdestad, utgivet 2002.

## Låtlista
1. Sol, vind och vatten
2. Jag vill ha en egen måne
3. Jag skall fånga en ängel
4. Eiffeltornet
5. Snurra du min värld
6. Satellit
7. Rockin' N' Reelin'
8. Låt kärleken slå rot
9. När showen är slut
10. Chapeau-claque
11. Kaliforniens guld
12. Kom i min fantasi
13. Klöversnoa
14. När du kommer
15. Franska kort